# Zvonimir Janko
Pour les articles homonymes, voir Janko.
Zvonimir Janko, né le 26 juillet 1932 à Bjelovar et mort le 12 avril 2022 à Heidelberg, est un mathématicien croate, connu comme un découvreur des groupes de Janko, qui sont une suite de groupes sporadiques simples finis.

## Biographie scientifique
Janko étudie à l'université de Zagreb et obtient un doctorat en 1960 avec pour sujet Nicht-ausgeartete Redeische schiefe Produkte sous la direction de Vladimir Devide.
En 1961-1963, Janko est Research Fellow à l'université nationale australienne de Canberra, en 1964-1967 il est professeur titulaire à l'université Monash à Melbourne. Il est professeur invité à l'université de Princeton en 1967-1968, et professeur titulaire (1968-1972) à l'université d'État de l'Ohio à Columbus. Il est professeur à l'université de Heidelberg à partir de 1972 jusqu'à son éméritat en 2000. Il est professeur émérite à l'université de Heidelberg.
Janko découvre son premier groupe sporadique simple (appelé J1 ou J1) en 1964 quand il séjourne à l'université nationale australienne de Canberra. Ce groupe est suivi par J2 et J3 en 1966 (J3 avec Graham Higman et John McKay, J2 avec Marshall Hall) et J4 avec Simon P. Norton en 1975. J4, découvert en 1975, est le dernier groupe sporadique simple, et d'après le théorème de classification, il n'y en a pas d'autres. Le groupe J1 de Janko est le premier groupe sporadique trouvé après les groupes de Mathieu découvert au XIXe siècle. Il a conduit à une recherche intensive d'autres groupes, achevée avec la découverte du monstre par Robert Griess et Bernd Fischer en 1974 et la découverte de J4 par Janko en 1975.
Janko a été conférencier invité au Congrès international des mathématiciens à Nice en 1970 (A class of non-solvable finite groups).